# Belgia na Letnich Igrzyskach Olimpijskich 1928
Belgię na Letnich Igrzyskach Olimpijskich 1928 w Amsterdamie reprezentowało 186 sportowców w tym 11 kobiet. Najstarszym reprezentantem był Léon Huybrechts (miał 51 lat) a najmłodszym Willy Van Rompaey (miał 17 lat).

## Zdobyte medale
| Medal  | Zawodnik                                         | Dyscyplina  | Konkurencja          |
| ------ | ------------------------------------------------ | ----------- | -------------------- |
| Srebro | Clement Spapen                                   | Zapasy      | Waga kogucia         |
| Brąz   | Georges Anthony François De Coninck Léon Flament | Wioślarstwo | Dwójka ze sternikiem |
| Brąz   | Léonard Steyaert                                 | Boks        | waga średnia         |